# Xylotrechus idoneus
Xylotrechus idoneus là một loài bọ cánh cứng trong họ Cerambycidae.